# ان‌جی‌سی ۳۷۱۸
ان‌جی‌سی ۳۷۱۸ (انگلیسی: NGC 3718) نام یک کهکشان در صورت فلکی خرس بزرگ است.